# Lijst van burgemeesters van Heist
Dit is een lijst van burgemeesters van Heist, een voormalige gemeente in de Belgische provincie West-Vlaanderen, tot aan de gemeentelijke fusie van 1971, toen Heist-aan-Zee met Knokke, Westkapelle en Ramskapelle, de gemeente Knokke-Heist vormde.
- 18..-1812 : Johannes Dierickx-Visschers
- 1813-1818 : Johannes Bulcke
- 1819-1830 : Jacob Quintens
- 1830- : Simon Schoutteeten
- 1855-1885 : Nicolaas Mengé
- ?-1900 : Leopold Desutter
- 1900-? : Edward-Ludovicus Troffaes
- 1912-1921, Robert de Gheldere
- 1922-1926, Henri Debra ,maar in juli 1926 diende hij ontslag in vóór het verstrijken van zijn ambtsperiode.
- 1926-1932, 1944-1945 : Robert de Gheldere
- 1946-1971 : Jan-Baptist de Gheldere